# Templo de Nuestra Señora del Carmen (Ciudad de México)

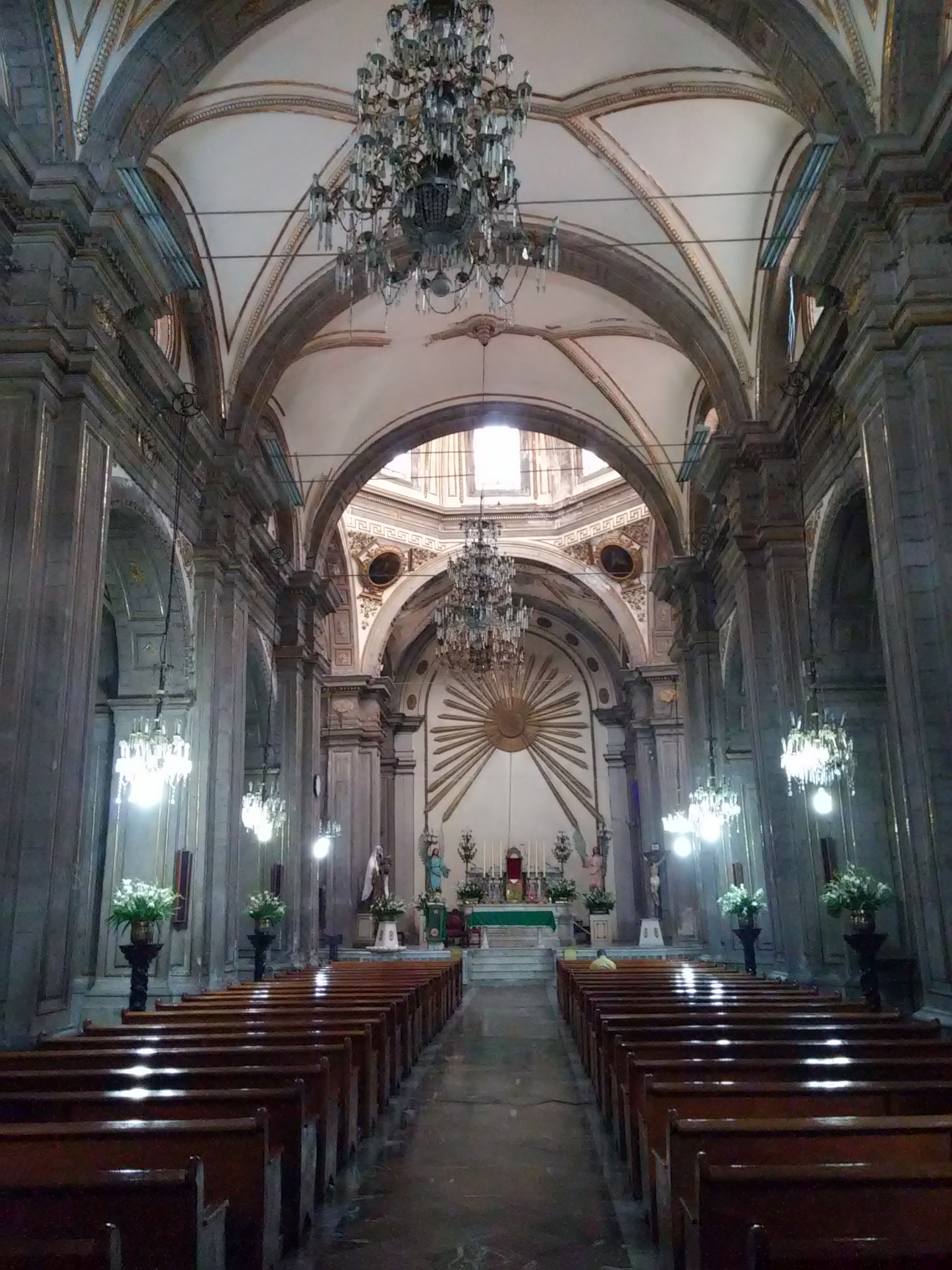
Interior del templo

El Templo de Nuestra Señora del Carmen es un templo católico ubicado en el barrio de san Sebastián del Centro Histórico de la Ciudad de México, en la alcaldía Cuauhtémoc. Fue construido a finales del siglo XVIII para ser la capilla de la tercera orden del convento carmelita de México, fundado en ese lugar a finales del siglo XVI y destruido a mediados del siglo XIX. Fue declarado monumento histórico el 9 de febrero de 1931.

## Historia

### Periodo virreinal
El 11 de julio de 1585 en Sanlúcar de Barrameda se embarcaron rumbo a la Nueva España once religiosos carmelitas con la misión de establecer una fundación de la orden y ayudar en la conversión de los nativos al cristianismo. Viajaron acompañados del nuevo virrey, Álvaro Manrique y Zúñiga, marqués de Villamanrique, y su séquito. La flota arribó a San Juan de Ulúa el 27 de septiembre de ese año y los carmelitas llegaron a la Ciudad de México el 17 de noviembre de 1585. El virrey les ofreció la ermita de San Sebastián, y el arzobispo Pedro Moya de Contreras autorizó que se establecieran ahí, desatando un conflicto con los franciscanos, que exigieron conservar el territorio parroquial edificando otra iglesia en el lugar. Sin embargo, ermita y territorio parroquial pasaron a los carmelitas gracias a la influencia del virrey y tomaron posesión de esta el 15 de enero de 1586
Debido a la falta de espacio y las malas condiciones de la ermita poco tiempo después argumentaron la necesidad de un templo mayor con un convento aparte y adquirieron unos solares cerca de la ermita donde comenzaron la edificación de un nuevo conjunto. La ermita de san Sebastián se destinó para atender a la feligresía, y el nuevo conjunto para que vivieran los frailes según las normas de la orden.
En un principio la ermita de San Sebastián y su claustro funcionaron como templo, convento, noviciado, colegio, recinto de la cofradía de los cereros y centro de administración de sacramentos de los pueblos sujetos a la jurisdicción de San Sebastián. Con la edificación del nuevo conjunto las actividades se dividieron. El nuevo templo y el convento quedaron para los carmelitas y para la atención de la población hispana o criolla, mientras la ermita de San Sebastián se utilizó para las actividades que realizaban con los indígenas y la cofradía.
El territorio parroquial estuvo en manos de los carmelitas hasta 1607, cuando fue elegido provincial de la orden fray Juan de Jesús María, quien resolvió que al actividad parroquial no era compatible con el espíritu de la orden del Carmen y presentó la dimisión al virrey Luis de Velasco, quien acababa de ser elegido para el cargo por segunda ocasión. El virrey aprobó la dimisión y decidió entregar la parroquia a los agustinos. Los carmelitas se mudaron el 3 de febrero de 1607 al convento nuevo y al enterarse, la población indígena del barrio acudió enardecida al lugar para protestar y el virrey tuvo que presentarse a controlar el desorden. La parroquia de San Sebastián y su claustro fueron cedidos a los agustinos, quienes la administraron hasta 1750, cuando fue secularizada.
El convento contaba con una capilla, cubierta con artesonado, la cual fue demolida para construir un nuevo templo, el cual a su vez fue demolido a principios del siglo XVIII para construir otro. Los planos de este nuevo templo fueron realizados por el arquitecto José Miguel de Rivera Saravia y las obras estuvieron a cargo del arquitecto José Eduardo de Herrera hasta la conclusión del templo, el cual fue dedicado el 14 de octubre de 1742.

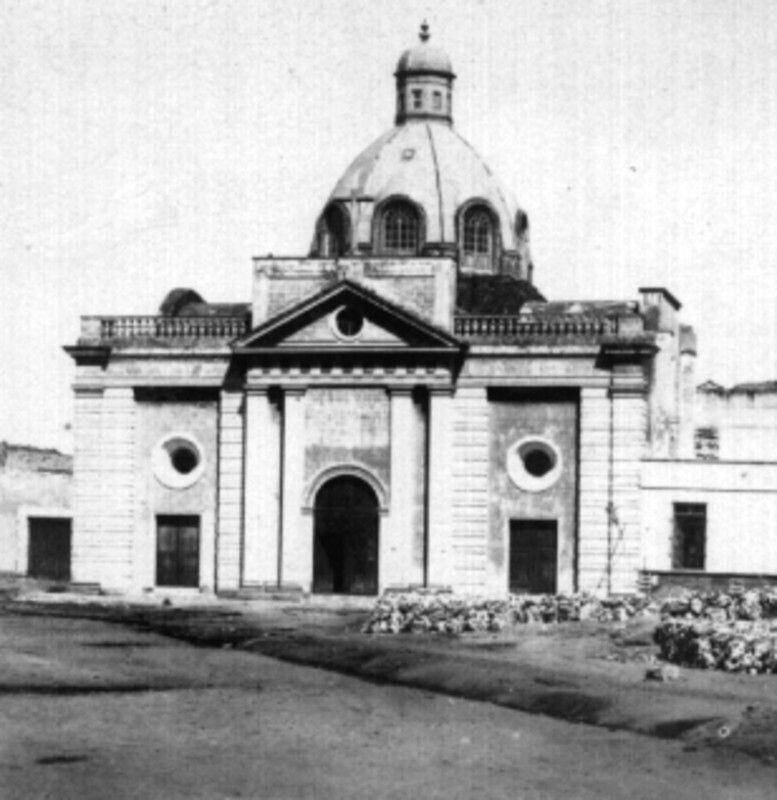
El templo a finales del, antes de su ampliación

En 1788 se autorizó por cédula real la construcción de la capilla de la tercera orden Carmelita y la Academia de San Carlos le encomendó la elaboración del proyecto al arquitecto José del Mazo y Avilés, quien entregó sus planos del proyecto a la junta para su evaluación. El ingeniero Miguel Constanzó revisó y descartó el proyecto de Del Mazo y se le encomendó la realización de este a José Antonio González Velázquez, el director de la academia, quien trazó el proyecto y le encomendó a Del Mazo su construcción. Sin embargo, Del Mazo realizó cambios a a la fachada y abrió dos puertas laterales por lo que fue duramente reprendido por la academia y se le ordenó apegarse a los planos originales bajo amenaza de sanciones. Del Mazo respondió que los cambios habían sido solicitados por los frailes, para usar las puertas laterales durante las procesiones y la academia ordenó tapiarlas. Sin embargo, el ministro de la tercera orden, fray Mariano de la Santísima Trinidad intervino y las modificaciones hechas por del Mazo y los frailes prevalecieron.

### SigloXIX
En 1809 la orden decidió levantar un nuevo templo, más grande y suntuoso, por lo que el templo principal fue demolido y se le encomendó el proyecto y la construcción del nuevo templo al afamado arquitecto Francisco Eduardo Tresguerras, quien había construido de 1802 a 1807 el Templo del Carmen de Celaya. La construcción comenzó al oriente de la capilla de la tercera orden y se colocaron los cimientos y los muros elaborados en cantería avanzaron hasta la altura de 10 varas (8 m aproximadamente). Sin embargo el estallido de la guerra de independencia de México interrumpió su construcción.
A raíz de la aplicación de la ley de Nacionalización de Bienes Eclesiásticos en 1861, los carmelitas fueron exclaustrados y el conjunto fue destruido para ser fraccionado y vendido en lotes, conservándose solamente la iglesia de la tercera orden. En 1868 se abrió la Calle de los Aztecas a través del convento y los terrenos que abarcaban la huerta fueron adquiridos por José Ives Limantour, quien en 1888 negoció con el ayuntamiento la apertura de la Calle nueva del Carmen (actual calle de República Dominicana) a través de los lotes que componían la huerta y de un antiguo callejón ubicado al costado oeste de la iglesia de la tercera orden, el cual era conocido como el Callejón del Muerto y quedó incorporado a la traza de la calle.
Al respecto del templo, el científico y escritor Manuel Rivera Cambas escribió:

"...La capilla de nuestra señora del Carmen que servía de iglesia parroquial continuó usándose; está de norte a sur, con seis altares además del mayor; aunque la iglesia es chica, le dan buen aspecto las dos naves que tiene y el hermoso cimborrio que le comunica luz suficiente".

A finales del siglo XIX el templo fue ampliado y remodelado. En esta intervención se agregaron tres naves hacia el sur del antiguo templo y se construyó una nueva fachada, con lo que se logró su aspecto actual
Actualmente el templo no es administrado por los carmelitas sino por una congregación religiosa. Se halla en una zona donde prolifera el comercio callejero y bodegas. El edificio sufrió daños en los sismos de 1985 (con caída del baldaquino de la Virgen) y 2017 (con daños menores en la sacristía). Se realizaron varias obras de restauración, y sigue abierto al culto.